# Banda Mandacarinho
Banda Mandacarinho（バンダ・マンダカリーニョ）は、八木美楠子をリーダーとするブラジル音楽のビッグバンドである。

## 概要
2011年に結成。東京を拠点に活動するジャズミュージシャンらが八木の編曲によるブラジル音楽を八木の指揮の下で演奏する。メンバーの出身国は、日本、ブラジル、キューバ、アメリカ、カナダなど様々である。演奏するブラジル音楽のジャンルは、MPBが中心であり、曲目は特にイヴァン・リンスの作品が多い。ブラジル北東部（ノルデスチ）の伝統的なリズムを使った曲を演奏することもある。

## リーダー
八木美楠子（やぎ みなこ）：東京都出身。作編曲家。ニューヨークのマネス音楽大学でジャズボーカルと作編曲を学び、卒業後は自身の演奏活動も続けていたが、現在は制作活動に専念している。ブラジル音楽以外の音楽制作にも携わり、シルク・ドゥ・ソレイユが出演するイベントの作曲なども手がけている。父親はジャズピアニスト八木正生。

## メンバー

### トランペットセクション
- ルイス・バジェ（Luis Valle）（トランペット、フリューゲルホルン）
- 田中充（トランペット、フリューゲルホルン）
- 高瀬龍一（トランペット、フリューゲルホルン）
- 竹内悠馬（トランペット、フリューゲルホルン）

### トロンボーンセクション
- 佐藤洋樹（トロンボーン）
- 上杉優（トロンボーン）
- 堂本雅樹（バストロンボーン）

### サックスセクション
- スティーブ・サックス（Steve Sacks）（アルトサックス、ソプラノサックス、フルート）
- グスターボ・アナクレート（Gustavo Anacleto）（アルトサックス、ソプラノサックス、フルート）
- アンディ・ウルフ（Andy Wulf）（テナーサックス、ソプラノサックス、フルート）
- 長島一樹（バリトンサックス、フルート）

### リズムセクション
- 平岡遊一郎（ギター）
- 宮野寛子（ピアノ）
- 鈴木千恵（ヴィブラフォン）
- 加瀬達（ベース）
- 加納樹麻（ドラムス）

### 編曲・指揮
- 八木美楠子

## ディスコグラフィー

### ミニアルバム
- Um Pouquinho de Carinho 〜 A Little Bit of Love (2017)

## 主な公演
- Banda Mandacarinhoの公演（ゲストとして他のアーティストのライブやイベントに出演する場合を除く）はすべて、ブラジル文化を日本に紹介する活動として駐日ブラジル大使館からの後援を受けている。
- 2014年7月、2014 FIFAワールドカップに際し駐日ブラジル大使館本館前に設置された「サッカー２０１４パビリオン」にて大使館が主催した特別イベントに出演した[3]。
- 2015年10月、横浜市鶴見区主催のイベント「ブラジルWEEK in つるみ」の一環として開催されたブラジリアン・インターナショナル・プレス・アワードの授賞式では小野リサのバックで演奏した[4]。
- 2016年8月、台東区芸術文化財団が主催したジャズフェスティバル「UENO JAZZ INN '16」ではSaigenjiと共演した[5]。
- これらイベントでの演奏の他、定期的に都内のジャズクラブで公演を行っている。

## その他
- ブラジル音楽に特化したビッグバンドを結成するというアイディアは、八木と故パウロ・セザール・ゴメス（日本で活躍したブラジル人ピアニスト。2012年没）との会話から生まれた[6]。
- バンド名は、ブラジルの公用語であるポルトガル語で、bandaは「バンド」を意味し、mandacarinhoは「愛情をおくる」という意味の文（manda carinho）と「マンダカル（英語版）」（ブラジル原産のサボテンの一種）を掛け合わせた造語である。
- ブラジル文化の普及を応援するという企業のソーシャル活動の一環として、Banda Mandacarinhoのコンサート会場でブラジル・アマゾン原産の果物アサイーを用いた商品を配布した企業もある[7]。